# Staatsdoema

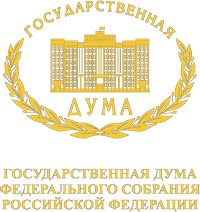
Embleem van de Staatsdoema

De Staatsdoema (Russisch: Государственная дума; Gosoedarstvennaja doema, meestal afgekort tot Госдума; Gosdoema) is het lagerhuis van de Russische Federatie. Samen met het hogerhuis (Federatieraad) vormt het de Federatieve Vergadering van Rusland, gehuisvest in Moskou.
De leden van de Staatsdoema worden afgevaardigden genoemd. De Staatsdoema verving de Opperste Sovjet als gevolg van de nieuwe grondwet, die in de nasleep van de Russische constitutionele crisis van 1993 werd geïntroduceerd door Boris Jeltsin en tijdens een referendum goedgekeurd door de Russische bevolking.

## Taken en bevoegdheden
De Staatsdoema heeft de macht tot:
- Het aannemen van federale wetten (door een meerderheid van afgevaardigden) en het amenderen van de grondwet (tweederdemeerderheid vereist), die daarna moeten worden goedgekeurd door de Federatieraad en ondertekend door de president
- Het breken van het veto van de Federatieraad over een federale wet (tweederdemeerderheid vereist)
- Het terzijde schuiven van het veto van de president over een federale wet (tweederdemeerderheid en driekwart van de stemmen van de Federatieraad vereist)
- Het goedkeuren van een door de president genomineerd persoon voor de positie van premier
- Het benoemen van de vicevoorzitter van de Rekenkamer en de helft van haar accountants
- Het in werking stellen van de impeachmentprocedures tegen de president (tweederdemeerderheid vereist)

In de grondwet van 1993 staat dat de Staatsdoema bestaat uit 450 afgevaardigden (artikel 95), die elk worden verkozen voor een termijn van 4 jaar (artikel 96). In december 2008 werd de zittingstermijn verlengd tot 5 jaar en dit geldt vanaf de verkiezingen in 2011. Russische burgers met een minimumleeftijd van 21 jaar mogen zich verkiesbaar stellen voor een plaats in de Doema (artikel 97). De helft van de afgevaardigden werd in de jaren 90 en begin 21e eeuw via evenredige vertegenwoordiging gekozen, de andere helft via een districtenstelsel. Het districtenstelsel is sindsdien echter losgelaten, waardoor kandidaten nu lid moeten zijn van een politieke partij om te kunnen worden verkozen, waardoor onafhankelijke kandidaten voortaan tot het verleden behoren. Eenmaal gekozen mogen afgevaardigden niet meer van partij wisselen tijdens hun zittingsperiode.

## Kies- en opkomstdrempels
Alleen officieel geregistreerde politieke partijen mogen aan de verkiezingen meedoen. Er gold voor elke partij een kiesdrempel van minimaal 5% van de stemmen, maar dit is verhoogd naar 7%. In 2009 is deze maatregel iets verzacht, partijen met 5-6% van de stemmen krijgen een zetel en twee zetels als ze 6-7% van de stemmen krijgen. Partijen mogen geen lijstverbindingen aangaan om daarmee het aantal zetels te verhogen.
Tot 2006 gold een opkomstdrempel voor de opkomst voor parlementsverkiezingen van 25%, maar op 17 november 2006 werd deze afgeschaft, mogelijk om ook bij een zeer lage opkomst zonder oponthoud door te kunnen regeren. Verder werd de opkomstdrempel bij de presidentsverkiezingen van 50% ook geschrapt.
Partijen kunnen 600 kandidaten opgeven voor de verkiezingen, hetgeen in 2003 nog maximaal 270 was. Wel moeten partijen regionale afdelingen hebben in minstens 80 van de deelgebieden van Rusland, hetgeen in 2003 nog 7 was.

## Voorzitters van de Staatsdoema
De huidige voorzitter van de Staatsdoema is sinds 5 oktober 2016 Vjatsjeslav Volodin.
- Ivan Rybkin (1994-1996)
- Gennadiy Seleznyov (1996-2003)
- Boris Gryzlov (2003-2011)
- Sergey Narisjkin (2011-2016)
- Vjatsjeslav Volodin (2016-heden)

## Samenstelling 2016-2021
Bij de verkiezingen in december 2016 kwam de volgende samenstelling van de Staatsdoema tot stand. De opkomst lag rond de 48%.
| Partij                        | Zetels | Stemmen |
| ----------------------------- | ------ | ------- |
| Verenigd Rusland              | 343    | 55,23%  |
| Communistische Partij         | 42     | 13,59%  |
| Liberaal-Democratische Partij | 39     | 13,39%  |
| Rechtvaardig Rusland          | 23     | 6,34%   |
| Overigen                      | 3      |         |
| Totaal                        | 450    |         |

## Huidige samenstelling
Bij de verkiezingen in september 2021 kwam de volgende samenstelling van de Staatsdoema tot stand. De opkomst lag rond de 51%.
| Partij                        | Zetels     | Stemmen |
| ----------------------------- | ---------- | ------- |
| Verenigd Rusland              | 324 (-19)  | 49,8%   |
| Communistische Partij         | 57 (+15)   | 18,9%   |
| Liberaal-Democratische Partij | 21 (-18)   | 7,5%    |
| Rechtvaardig Rusland          | 27 (+4)    | 7,5%    |
| Nieuwe Mensen                 | 13 (NIEUW) | 5,3%    |
| Overigen                      | 8 (+5)     |         |
| Totaal                        | 450        |         |
| Bron: Resultaat               |            |         |